# Фуцзінь
Фуцзінь (кит. спр. 富锦市, піньїнь: Fùjĭn Shì) — місто-повіт в східнокитайській провінції Хейлунцзян, складова міста Цзямуси.

## Географія
Фуцзінь розташовується у центрі префектури, лежить на річці Сунгарі.

### Клімат
Місто знаходиться у зоні, котра характеризується вологим континентальним кліматом зі спекотним літом. Найтепліший місяць — липень із середньою температурою 21.7 °C (71 °F). Найхолодніший місяць — січень, із середньою температурою -19.4 °С (-3 °F).
| Клімат Фуцзіня          | Клімат Фуцзіня | Клімат Фуцзіня | Клімат Фуцзіня | Клімат Фуцзіня | Клімат Фуцзіня | Клімат Фуцзіня | Клімат Фуцзіня | Клімат Фуцзіня | Клімат Фуцзіня | Клімат Фуцзіня | Клімат Фуцзіня | Клімат Фуцзіня | Клімат Фуцзіня |
| Показник                | Січ.           | Лют.           | Бер.           | Квіт.          | Трав.          | Черв.          | Лип.           | Серп.          | Вер.           | Жовт.          | Лист.          | Груд.          | Рік            |
| Абсолютний максимум, °C | −5             | 8              | 13             | 25             | 31             | 33             | 33             | 32             | 30             | 23             | 18             | 1              | 33             |
| Середній максимум, °C   | −14            | −8             | 0              | 10             | 18             | 24             | 26             | 25             | 20             | 11             | −1             | −11            | 8              |
| Середня температура, °C | −19            | −14            | −5             | 4              | 12             | 18             | 21             | 20             | 15             | 5              | −6             | −15            | 4              |
| Середній мінімум, °C    | −24            | −21            | −11            | −1             | 6              | 12             | 17             | 16             | 10             | 0              | −11            | −20            | −2             |
| Абсолютний мінімум, °C  | −35            | −27            | −26            | −12            | −1             | 3              | 8              | 8              | −2             | −12            | −25            | −31            | −35            |
| Норма опадів, мм        | 0              | 0              | 10             | 40             | 40             | 70             | 150            | 70             | 70             | 30             | 10             | 0              | 560            |
| Днів з дощем            | 1              | 2              | 2              | 6              | 6              | 7              | 11             | 7              | 10             | 5              | 2              | 2              | 67             |
| Вологість повітря, %    | 69             | 67             | 64             | 61             | 61             | 72             | 79             | 82             | 76             | 66             | 65             | 70             | 69             |
| ----------------------- | -------------- | -------------- | -------------- | -------------- | -------------- | -------------- | -------------- | -------------- | -------------- | -------------- | -------------- | -------------- | -------------- |
| Джерело: Weatherbase    |                |                |                |                |                |                |                |                |                |                |                |                |                |